# Марцелі Шарота
Маркел Шарота (пол. Marceli Szarota, 26 квітня 1876, Варшава, Царство Польське, Російська імперія — †23 грудня 1951) — польський журналіст і дипломат, делегат уряду Польщі у міжсоюзницькій Комісії в Клайпеді (1919–1921), головний редактор «Львівської газети» (1927-1935).

## Біографія
У 1900 вступив до Польської соціалістичної партії, за революційну діяльність був ув'язнений (1900-1901). 
У 1901-1907 роках перебував у Франції і Швейцарії, був членом паризького відділу Польської соціалістичної партії. 
У 1908 здобув науковий ступінь доктора з філософії Університету Берліна. Після повернення до Польщі працював журналістом. 
У 1914 записався до Польських Легіонів, під час Першої Світової війни репрезентував незалежну Польщу як посланець в Скандинавії, потім по 1918 був посланцем МЗС Польщі в Хорватії і Словенії, а також радником і повіреним у справах у Відні (1919–1921). 
Виконував функцію делегата уряду Польщі при Міжсоюзницькій Комісії в Клайпеді (1921-1923). 
Був заступником повіреного у справах Польщі в Харкові (1923-1924) — де-факто Посол при уряді Української РСР.
У 1924 був звільнений з роботи в МЗС і займався журналістикою. Очолював редакцію «Львівської газети» (1927-1935). У II половині 1930 років, працював в Польській західній асоціації.
Був масоном, належав до паризької ложі «Agni».